# Lábros Papakóstas
Lambros Papakostas (Karditsa, 20 ottobre 1969) è un ex altista greco.

## Palmarès
| Anno | Manifestazione    | Sede       | Evento        | Risultato   | Prestazione | Note             |
| ---- | ----------------- | ---------- | ------------- | ----------- | ----------- | ---------------- |
| 1988 | Mondiali juniores | Sudbury    | Salto in alto | Argento     | 2,25 m      |                  |
| 1992 | Giochi olimpici   | Barcellona | Salto in alto | 19 (qual.)  | 2,20 m      | [ 1 ]            |
| 1995 | Mondiali indoor   | Barcellona | Salto in alto | Argento     | 2,35 m      | Record nazionale |
| 1995 | Mondiali          | Göteborg   | Salto in alto | 16º (qual.) | 2,27 m      |                  |
| 1996 | Giochi olimpici   | Atlanta    | Salto in alto | 6º          | 2,32 m      | [ 2 ]            |
| 1997 | Mondiali indoor   | Parigi     | Salto in alto | Argento     | 2,32 m      |                  |
| 1997 | Mondiali          | Atene      | Salto in alto | 6º          | 2,32 m      |                  |